# Serge Kevyn
Serge Kevyn Aboué Angoué (Port-Gentil, 3 agosto 1994) è un calciatore gabonese, attaccante del Rümlang.

## Carriera

### Club

#### Inizi e Nogueirense
Inizia a giocare a calcio in Portogallo, nelle giovanili del Braga, rimanendovi fino al 2013. In seguito va a giocare alla Nogueirense nel Campeonato Nacional de Seniores, terza serie portoghese. Fa il suo esordio il 25 agosto 2013 nell'1-1 casalingo contro il Benfica e C.B. in campionato. Segna il suo primo gol in carriera il 27 ottobre 2013 nel 2-2 in casa contro il Manteigas in campionato, realizzando il 2-2 al 98'. Nella sua prima stagione nel calcio ottiene 20 presenze e 11 reti.

#### Marítimo
Nell'estate 2014 passa al Marítimo B, in Segunda Liga, seconda serie, giocando la prima partita il 9 agosto 2014, perdendo 2-1 in trasferta contro il Desp. Aves in campionato, entrando al 65'. Termina il campionato con 12 presenze in con il Marítimo B e 4 con il Maritimo C, squadra di terza serie.

#### Vizela
Nel luglio 2015 si trasferisce al Vizela, ritornando nel Campeonato Nacional de Seniores. Fa il suo esordio il 23 agosto 2015 nell'1-1 casalingo di campionato contro il Fafe entrando al 57'. Il 13 settembre va per la prima volta a segno, con una doppietta nel 4-1 sulla Mondinense in campionato, sfida poi persa 3-0 a tavolino dalla sua squadra. Chiude la stagione con 24 presenze e 3 gol ottenendo la promozione in Segunda Liga

#### União Leiria
Nella stagione successiva non viene confermato dal Vizela e allora rimane in terza serie, all'União Leiria. Debutta il 21 agosto 2016 nella sconfitta esterna per 1-0 con la Carapinheirense in campionato. Il 23 ottobre segna i suoi primi gol, realizzando una doppietta nel 3-0 casalingo sull'Oleiros, sempre in campionato.

### Nazionale
Esordisce in Nazionale il 5 marzo 2014 in un'amichevole in trasferta a Marrakech contro il Marocco pareggiata 1-1, entrando all' 86'. Nel 2017 viene convocato per la Coppa d'Africa in Gabon.

## Statistiche

### Presenze nei club
Statistiche aggiornate al 21 dicembre 2016.
| Stagione        | Squadra            | Campionato      | Campionato | Campionato | Coppe nazionali | Coppe nazionali | Coppe nazionali | Coppe continentali | Coppe continentali | Coppe continentali | Altre coppe | Altre coppe | Altre coppe | Totale | Totale | Totale |
| Stagione        | Squadra            | Comp            | Pres       | Reti       | Comp            | Pres            | Reti            | Comp               | Pres               | Reti               | Comp        | Pres        | Reti        | Pres   | Reti   |        |
| --------------- | ------------------ | --------------- | ---------- | ---------- | --------------- | --------------- | --------------- | ------------------ | ------------------ | ------------------ | ----------- | ----------- | ----------- | ------ | ------ | ------ |
| 2013-2014       | Nogueirense        | CNdS            | 20         | 11         | TdP             | 0               | 0               | -                  | -                  | -                  | -           | -           | -           | 20     | 11     |        |
| 2014-2015       | Marítimo B         | SL              | 12         | 0          | -               | -               | -               | -                  | -                  | -                  | -           | -           | -           | 12     | 0      |        |
| 2014-2015       | Marítimo C         | CNdS            | 4          | 0          | -               | -               | -               | -                  | -                  | -                  | -           | -           | -           | 4      | 0      |        |
| 2015-2016       | Vizela             | CNdS            | 23         | 3          | TdP             | 1               | 0               | -                  | -                  | -                  | -           | -           | -           | 24     | 3      |        |
| 2016-2017       | União Leiria       | CNdS            | 11         | 5          | TdP             | 0               | 0               | -                  | -                  | -                  | -           | -           | -           | 11     | 5      |        |
| gen.-giu.2018   | Fátima             | SL              | 14         | 4          | TdP             | 3               | 0               | -                  | -                  | -                  | -           | -           | -           | 17     | 4      |        |
| 2018-2019       | Al-Ittihad Tripoli | LPL             | ?          | ?          | CL              | ?               | ?               | -                  | -                  | -                  | -           | -           | -           | ?      | ?      |        |
| 2019-2020       | Mumbai City        | ISL             | 11         | 1          | SC              | 0               | 0               | -                  | -                  | -                  | -           | -           | -           | 11     | 1      |        |
| Totale carriera | Totale carriera    | Totale carriera | 95         | 24         | -               | 4               | 0               | -                  | -                  | -                  | -           | -           | -           | 99     | 24     |        |

### Cronologia presenze e reti in Nazionale
| Cronologia completa delle presenze e delle reti in nazionale ― Gabon | Cronologia completa delle presenze e delle reti in nazionale ― Gabon | Cronologia completa delle presenze e delle reti in nazionale ― Gabon | Cronologia completa delle presenze e delle reti in nazionale ― Gabon | Cronologia completa delle presenze e delle reti in nazionale ― Gabon | Cronologia completa delle presenze e delle reti in nazionale ― Gabon | Cronologia completa delle presenze e delle reti in nazionale ― Gabon | Cronologia completa delle presenze e delle reti in nazionale ― Gabon |
| Data                                                                 | Città                                                                | In casa                                                              | Risultato                                                            | Ospiti                                                               | Competizione                                                         | Reti                                                                 | Note                                                                 |
| -------------------------------------------------------------------- | -------------------------------------------------------------------- | -------------------------------------------------------------------- | -------------------------------------------------------------------- | -------------------------------------------------------------------- | -------------------------------------------------------------------- | -------------------------------------------------------------------- | -------------------------------------------------------------------- |
| 5-3-2014                                                             | Marrakech                                                            | Marocco                                                              | 1 – 1                                                                | Gabon                                                                | Amichevole                                                           | -                                                                    | 86’                                                                  |
| 6-9-2016                                                             | Limbe\|Limbe (Camerun)\|Limbe                                        | Camerun                                                              | 2 – 1                                                                | Gabon                                                                | Amichevole                                                           | -                                                                    | 88’                                                                  |
| 12-11-2016                                                           | Bamako                                                               | Mali                                                                 | 0 – 0                                                                | Gabon                                                                | Qual. Mondiali 2018                                                  | -                                                                    | 57’                                                                  |
| 15-11-2016                                                           | Tunisi                                                               | Gabon                                                                | 1 – 1                                                                | Comore                                                               | Amichevole                                                           | -                                                                    | 39’                                                                  |
| 14-01-2017                                                           | Libreville                                                           | Gabon                                                                | 1 – 1                                                                | Guinea-Bissau                                                        | Coppa d'Africa 2017 - 1º turno                                       | -                                                                    | 88’                                                                  |
| 18-01-2017                                                           | Libreville                                                           | Gabon                                                                | 1 – 1                                                                | Burkina Faso                                                         | Coppa d'Africa 2017 - 1º turno                                       | -                                                                    | 75’                                                                  |
| 22-01-2017                                                           | Libreville                                                           | Gabon                                                                | 0 – 0                                                                | Camerun                                                              | Coppa d'Africa 2017 - 1º turno                                       | -                                                                    | 73’                                                                  |
| Totale                                                               |                                                                      | Presenze                                                             | 7                                                                    |                                                                      | Reti                                                                 | 0                                                                    |                                                                      |

## Palmarès

### Club

#### Competizioni nazionali
- Coppa di Libia: 1

Al-Ittihad Tripoli: 2018